# ガングリフォン ブレイズ
『GUNGRIFFON BLAZE』（ガングリフォン ブレイズ）は、株式会社ゲームアーツが開発し、カプコンが2000年8月10日に発売した、PlayStation 2用3Dシューティングゲーム。価格は7140円（税込）（「PlayStation 2 the Best」版は2002年8月1日発売、3150円（税込））。
前作と同様、装甲歩行戦闘車（今回は「HIGH-MACS III」）を駆り、与えられたミッションをクリアすることが目的である。マニュアルによると前作と同一の時間軸をもつようで、ガングリフォン、ガングリフォンIIが2015年内のミッションなのに対し、本作では2016 - 2020年のミッションを対象にしている。
プラットフォームがセガサターンからPlayStation 2へ変更になったことにより、グラフィックは大幅にパワーアップされた。また、ゲームシステムは下記のように大きく変更された。
- 補給方法が前作の補給ヘリによるものから、地上物などを破壊すると登場するアイテムを拾うことへ変更された。また敵を倒すとオプションボックスなるものが手に入り、以降のステージで自機の能力などを一時的にパワーアップすることができる。
- 得点アイテムがランダムに登場するため、点数を競う場合は運に左右される。
- 前作に存在したレーダーマップは削除され、代わりに索敵センサーが追加された。これにより、戦略性よりもサーチ・アンド・デストロイの戦術が重視されるようになった。
- デュアルショック2のアナログスティックを活かし、一般的なFPSに近い操作系がオプションとして選択できるようになった。
- ジャンプ中は前作のようなホバリングができず、前方への滑空のみとなった。滑空時はほぼ直進のみで、左右への操舵性は悪い。（ある意味では前作よりもリアリティがある、と解釈することもできる）
- ゲームモードはVSモード、リプレイモードなどが削除され、シナリオモードのみとなった。

## シナリオ
第三次世界大戦の終結後、日本はアメリカの影響下に置かれながらも、復興の道を歩みだしていた。しかし敗戦の結果、日本外人部隊は解散され、HIGH-MACSに代表される第2世代AWGS（歩行戦闘車）はアメリカに接収された上に開発生産を禁じられることとなる。一方で世界では国連憲章が改正されて新体制となった国際連合が発足したものの、第三次世界大戦後にPEU（汎ヨーロッパ連合）やAPC（アジア太平洋共同体）の兵器が第三世界に流出し、なおも進む環境悪化もあって世界各地で武力紛争が激化していた。
国連の要請の下、日本も自衛隊をPKOに派遣するも、2016年5月、カンボジアにPKOとして派遣された自衛隊部隊は貧弱な装備により任務を遂行できないどころか壊滅的被害を被ってしまう。これを受けて日本政府は翌月、新国連に対し第2世代AWGSの開発生産と日本外人部隊の再設立の許可を要請。かくして再び設立された日本外人部隊は、新型も含むHIGH-MACSと共に世界各地の紛争に投入されることとなる。
以下のシナリオはゲームに登場する順で、また難易度の低い順でもあるが、設定上の時系列とは一致していない。
- GUAM

2016年。日本外人部隊は再設立され、第501機動対戦車中隊も同じく再編成された。第501機動対戦車中隊は、第三次大戦中に開発されていた試作高機動型HIGH-MACSを制式採用した「16式装甲歩行戦闘車」と共に、グアムでアメリカ軍との合同軍事演習に参加する。
戦闘訓練。敵機をすべて倒し、教官機のHIGH-MACSヤークトパンターを撃破する。訓練だけあって難易度は最も低い。
- CAPE CANAVERAL

2020年。深刻化する環境破壊の手は北米大陸にも伸び、随一の勢力を誇っていたはずのアメリカ合衆国内部でさえ、南北諸州の対立が深まっていた。そして新年早々、首都ワシントンで大規模核テロが発生し、政府首脳陣を失ったアメリカは無政府状態となり内戦に突入してしまう。日本はこの事態に際して不介入を宣言しつつ、裏ではアメリカ西部連邦との軍事協定を締結した。8月、西部連邦と北部連邦との軍事衝突が避けられなくなりつつなる中、日本は西部連邦の要請を受け、国籍マークを消去した第501機動対戦車中隊を投入し、北部連邦のキラー衛星破壊作戦を実行する。
キラー衛星を搭載したスペースシャトルおよびその護衛機を撃破することが目標。
- TIBET

2018年。前年の2017年12月、中国は前大戦で独立を果たしたチベットに電撃的に侵攻し、再び占領下に置いた。年が明けて2018年2月、日本はチベットを解放するべく、中国・チベット占領軍総司令部が置かれているラサに日本外人部隊を派遣する。
指定の敵機および山岳地帯に設置された砲台を撃破する。
- GREECE

2017年。11月にかねてより継続的に続いていたトルコ・ギリシャ間の紛争が全面戦争に移行し、国連はこの事態をトルコの一方的侵攻と判断してギリシャへの軍派遣を決定。先鋒として第501機動対戦車中隊を含む日本外人部隊第1空中機動師団がアテネに派遣され、トルコ軍との交戦を開始した。
撤退する味方の部隊を援護し、全滅させないようにする。
- UKRAINE

2017年。ロシアはウクライナへの侵攻を開始した。第501機動対戦車中隊はPKOとしてポルタヴァに派遣され、撤退するウクライナ軍部隊や避難する市民の支援に当たることとなる。
市民の救助に来たヘリを、指定区域を離脱するまで撃墜されないよう援護する。4機あるうち、1機でも援護できればクリアとなる。
- EGYPT

2018年。7月に反対派を一掃して南アフリカ共和国が主導権を確立したアフリカ統一機構（OAU）は、中東支配を目指してエジプトへの侵攻を開始し、世界経済の大動脈であるスエズ運河を制圧した。8月、スエズ運河奪回を目指し、その中継点であるイスマイリアの軍港を奪還すべく、日本外人部隊はカイロより出撃してOAU軍との交戦を開始する。
指定の敵機および軍港のゲート、司令塔を撃破する。難易度は最も高い。
すべてのミッションで一定の条件を満たすと「ANOTHER」モードが選択できるようになる。このモードでは天候や時刻がノーマルモードとは変化し、難易度が上がる。

### 登場する架空兵器
- 16式装甲歩行戦闘車 HIGH-MACSIII
- 12式装甲歩行戦闘車改 HIGH-MACSII
- 12式装甲歩行戦闘車 HIGH-MACS
- 9式装甲歩行戦闘車
- 10式装甲歩行戦闘車
- 90式戦車改

- ストゥームティーガー
- ティーガー
- ストゥームパンター
- フォルクスパンター HIGH-MACS
- ヤークトパンター HIGH-MACS
- ヤークトパンターII HIGH-MACS
- レオパルト3
- マルダー2歩兵戦闘車

- SUPERAUTRUCHE

- サティロス
- リットリオ

- ビットヴァイパー

- VW-1歩行戦闘車 HIGH-MACS
- M-16/A1歩行戦闘車
- M19-A1歩行戦闘車 ブルータルクラブII

- バリアント
- エレファント

- 13式装甲歩行車
- 5式戦場防空車両

- コラート戦闘歩行車

- BMX-30高射機関砲

## ガングリフォンシリーズ
- ガングリフォン（GUNGRRIFFON）（1996年3月15日、セガサターン）
- ガングリフォンII（GUNGRRIFFON II）（1998年4月23日、セガサターン）
- ガングリフォン ブレイズ（GUNGRRIFFON BLAZE）（2000年8月10日、PlayStation 2）
- ガングリフォン アライド ストライク（GUNGRIFFON Allied Strike）（2004年12月16日、Xbox）